# 量子編程
量子編程（Quantum programming）是匯編指令序列之行程，稱為量子程序，能夠在量子計算機上運行。量子編程語言使用高級結構化的形式以助表達量子演算法的計算。

## 量子指令集
量子指令集用於將更高級別的演算法轉換為可以在量子處理器上執行的物理指令。有時這些指令是特定於給定的硬體平台，例如離子阱或超導量子位元。

### cQASM
cQASM，也稱為通用QASM，是一種與硬體無關的QASM，可保證所有量子編譯以及仿真工具之間的互相操作性。它是由TUDelft的QCA實驗室所引入的。

### Quil
Quil是一種用於量子計算的指令集架構，它首先引入了共享量子/經典的記憶模型。它是由"羅伯特·史密斯"(Robert Smith)、"邁克爾·柯蒂斯"(Michael Curtis)，與"威廉·曾"(William Zeng)在"實用量子指令集架構"(A Practical Quantum Instruction Set Architecture)一文中介紹的。許多量子算法（包括量子隱形傳態、量子誤差更正、模擬、以及優化演算法）需要共享記憶架構。

### OpenQASM
OpenQASM是 IBM 引入用於Qiskit及IBM量子體驗平台的中介表示。

### Blackbird
Blackbird是哈納杜量子技術公司及史特貝利菲爾德公司(Strawberry Fields)使用的量子指令集與中介所表示的。Blackbird旨在表示可以於光子量子硬體上運行的連續可變量子程序。

## 量子编程语言
量子编程语言主要有两类：命令式量子编程语言和函数式量子编程语言。

### 命令式编程语言
命令式语言最著名的代表是 QCL、 LanQ 和 Q|SI>。

### 函数式语言
正在致力于开发用于量子计算的函数式编程语言。函数式编程语言非常适合进行程序推理。一些示例包括 Selinger 的 QPL、Haskell 类 Altenkirch 和 Graattage 的 QML 语言。高阶量子编程语言，基于lambda演算，由 van Tonder、Selinger 和 Valiron 以及 Arrighi 和 Dowek 提出。

## 参見
- 量子计算
- 量子图灵机
- 量子算法
- 秀尔算法
- 量子比特
- 量子信息科学
- 量子计算优越性

## 延伸閱讀
- Mingsheng, Ying. . Cambridge, MA. 2016. ISBN 978-0128025468. OCLC 945735387.

## 參閱
- Quil (指令集架構)（英语：Quil (instruction set architecture)）
- OpenQASM（英语：OpenQASM）

## 外部連結
- Bibliography on Quantum Programming Languages （页面存档备份，存于） (updated in May 2007)
- 5th International Workshop on Quantum Physics and Logic （页面存档备份，存于）
- 4th International Workshop on Quantum Programming Languages （页面存档备份，存于）
- 3rd International Workshop on Quantum Programming Languages （页面存档备份，存于）
- 2nd International Workshop on Quantum Programming Languages （页面存档备份，存于）
- Quantum programming language （页面存档备份，存于） in Quantiki （页面存档备份，存于）
- QMASM documentation （页面存档备份，存于）
- pyQuil documentation （页面存档备份，存于） including Introduction to Quantum Computing （页面存档备份，存于）
- Scaffold Source （页面存档备份，存于）
- Curated list （页面存档备份，存于） of all open-source quantum software projects